# 복구
복구(reprisal)은 국제법을 위반한 국가에 대해 피해국이 호혜주의에 의거해 보복을 하는 것을 말한다. 국제예양을 위반한 국가에게 하는 보복은 보복조치(retortion)라고 한다. 요즘은 복구는 금지되고 대응조치(counter-measure)는 허용된다고 하는데, 대응조치란 비무력복구를 말한다.
군함 이름으로 리프라이절함은 있지만, 리토션, 카운터메저라는 이름을 사용하는 군함은 없다. USS 리프라이절 (CV-35)이 건조중단되어 1949년 폐기된 이래, 현재는 사용중인 군함이 없지만, 미국 해군은 USS 리프라이절 (1776), USS 리프라이절 (CV-30), USS 리프라이절 (CV-35) 등 리프라이절이라는 명칭을 군함 이름으로 애용하고 있다.

## 나라별 사건

### 한국

#### 병인양요
병인양요는 프랑스 신부를 조선 정부가 사형시켰다고 하여, 프랑스 극동함대가 프랑스 국왕의 외교적 보호권에 근거하여 무력복구를 한다면서 침공해 온 사건이다. 오늘날 국제법에는 무력복구가 부정되지만, 당시의 국제법에서는 무력복구가 허용되었다.
국내법상 범죄에 해당하여 외국인을 처벌하더라도, 국적국 국왕이 처벌에 반대하면, 외교상의 합의를 보아 처리해야 한다. 그렇지 않고 국내법상 유죄라며 합의 없이 사형을 시키면, 상대국이 강대국일 경우, 외교적 보호권에 근거해 무력복구권을 행사할 수 있었다.
오늘날 국제법에서는 병인양요 당시처럼 무력복구권은 행사하지 못하지만, 경제보복, 무역봉쇄, 은행계좌 입출금 동결 등 경제적 보복조치 등의 비무력복구가 허용되고 있다. 비무력복구를 대응조치라고 한다. 따라서 오늘날에도 강대국의 시민은 약소국이 국내 형법 위반이라면서 함부로 재판을 하여 처벌할 수 없다. 경제보복만이 아니라, CIA 등 정보기관의 보복조치도 비무력복구로 인정된다.

## 같이 보기
- 외교적 보호
- 연좌